# Diploschema weyrauchi
Diploschema weyrauchi är en skalbaggsart som beskrevs av Lane 1966. Diploschema weyrauchi ingår i släktet Diploschema och familjen långhorningar.
Artens utbredningsområde är Venezuela. Inga underarter finns listade i Catalogue of Life.